# 5101

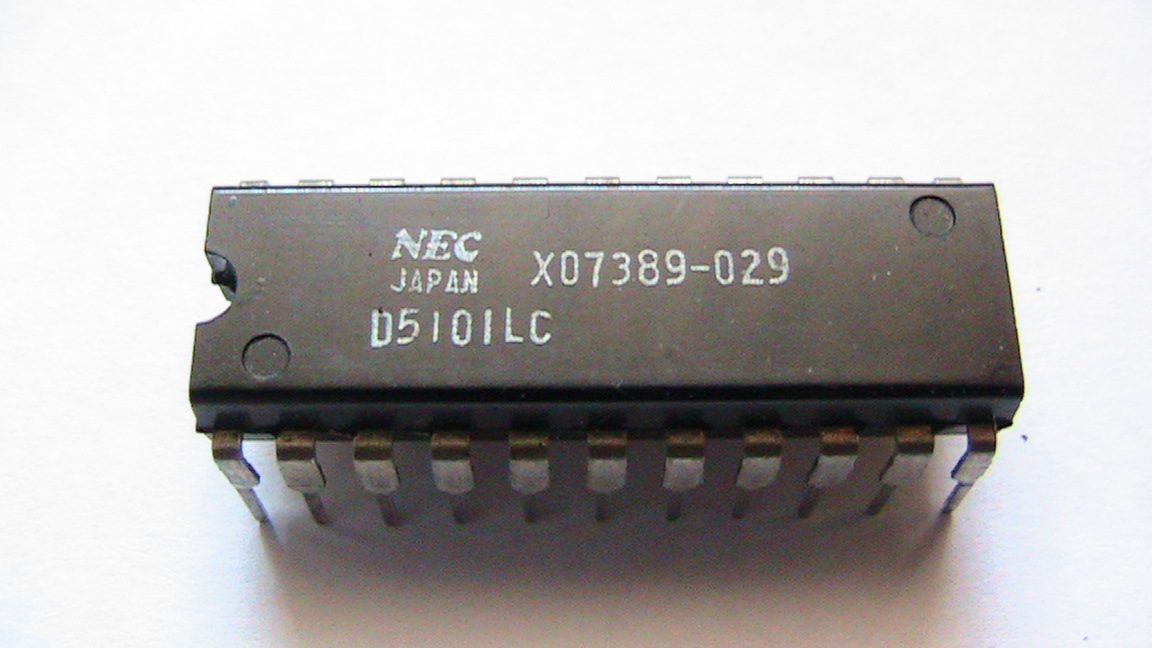
NEC D5101LC

Der 5101 ist ein statisches RAM mit einer Speicherkapazität von 1024 Bit, organisiert zu 256×4 Bit. Der Baustein wird in CMOS-Technik gefertigt und im 22-Pin-DIL-Gehäuse geliefert. Der Baustein wird u. a. von Motorola, NEC und Siemens produziert. Die Zugriffszeiten liegen je nach Bauart bei 450 oder 650 Nanosekunden.